# الجيش السادس عشر (فيرماخت)
الجيش السادس عشر (بالألمانية: Armeeoberkommando 16) جيش ميداني ألماني شارك في الحرب العالمية الثانية.

## الحرب العالمية الثانية
شارك الجيش السادس عشر في معركة فرنسا بعدها انضم لمجموعة الجيوش الشمالية خلال عملية بارباروسا ومعارك الجبهة الشرقية وخاصة في المعارك الدائرة شمال روسيا قبل أن يتعرّض للتطويق من قِبل الجيش الأحمر في يناير 1942 بالقرب من ديميانسك، ومع تأزّم الوضع رفض هتلر السماح للجيش بالانسحاب وأمر باستمرار إمداد الجيش عبر جسر جوي قبل فتح ممر أرضي في إبريل 1942، بعدها شارك الجيش في حصار لينينغراد والذي تمكنت القوات السوفيتية من رفعه في يناير 1944.
عل الجانب الأخر قامت جبهة البلطيق الثانية بشن مجموعة من الهجمات المكثفة على مواقع الجيش السادس عشر حول خولم بداية من 19 فبراير 1944 وبالفعل تمكن الجيش الثاني والعشرون السوفيتي من تحقيق تقدم ملحوظ مع بداية الهجمات والتي أدت إلى إبادة الجزء الأكبر من الجيش الألماني والذي أصبح معزولا في شبه جزيرة كورلاند بصحبة الجيش الثامن عشر بعدما شنت القوات السوفيتية هجومها خلال الفترة ما بين صيف وخريف عام 1944، والتي أدت إلي بقاء القوات الألمانية محاصرة حتى نهاية الحرب، ومع نهاية العمليات العسكرية وقع ما يقرب من 250,000 من الجنود الألمان من أفراد الجيش السادس عشر في الأسر على يد القوات السوفيتية تم ترحيلهم فيما بعد إلى معسكرات الاعتقال.

## القادة
- جنرال فيلد مارشال (بالألمانية: Generalfeldmarschall) إرنست بوش من 22 أكتوبر 1939 حتى 11 أكتوبر 1943
- جنرال المدفعية (بالألمانية: General der Artillerie) كريستيان هانسن من 11 أكتوبر 1943 حتى 1 يوليو 1944
- جنرال المشاة (بالألمانية: General der Infanterie) باول لوكس من 2 يوليو 1944 حتى 30 أغسطس 1944
- جنرال أوبيرست (بالألمانية: Generaloberst) كارل هيلبرت من 3 سبتمبر 1944 حتى 10 مارس 1945
- جنرال المشاة (بالألمانية: General der Infanterie) إرنست-أنطون فون كروسيك من 10 مارس 1945 حتى 16 مارس 1945
- جنرال القوات الجبلية (بالألمانية: General der Gebirgstruppe) فريدريتش-يوبست فولكامر فون كيرتشنسيتنباخ[1] من 17 مارس 1945 حتى 10 مايو 1945